# Кісельова Олена Михайлівна
Кісельова Олена Михайлівна (народилася 22 серпня 1947 у Запоріжжі) — український математик, педагог, доктор фізико-математичних наук, професор. Декан факультету прикладної математики Дніпровського національного університету імені Олеся Гончара.
Член-кореспондент Національної академії наук України, академік Академії наук вищої школи України, заслужений діяч науки і техніки України, лауреат Державної премії України в галузі науки і техніки.

## Біографія
У 1965 році вступила до Дніпропетровського державного університету, який успішно закінчила у 1970 році. Навчалася на механіко-математичному факультеті за спеціальністю «Математика». З 1992 року — завідувачка кафедри обчислювальної математики та математичної кібернетики, а з 2008 року — декан факультету прикладної математики Дніпровського національного університету ім. Олеся Гончара.

## Викладацька і наукова діяльність
У 1975 році у Київському національному університеті ім. Т.Шевченка захистила кандидатську дисертацію на тему «Исследование одного класса задач оптимального разбиения» за спеціальністю математична кібернетика. У 1992 році в Інституті кібернетики НАН України захистила докторську дисертацію на тему «Математические модели и алгоритмы решения непрерывных задач оптимального разбиения множеств» за тією ж спеціальністю.
З 1993 року здійснює наукове керівництво науково-дослідною лабораторією оптимізації складних систем. Є головою спеціалізованої вченої ради Дніпровського національного університету за спеціальностями «Теоретичні основи інформатики та кібернетики», «Математичне моделювання та обчислювальні методи». З 1993 керує науковим семінаром «Сучасні питання оптимізації та дискретної математики» при Науковій раді НАН України з проблеми «Кібернетика».
Є відповідальним редактором збірника наукових праць «Питання прикладної математики та математичного моделювання», який внесено до переліку наукових фахових видань з фізико-математичних наук.
З 2003 року є співголовою оргкомітету щорічної Міжнародної науково-практичної конференції «Математичне та програмне забезпечення інтелектуальних систем», яка проводиться у Дніпровському національному університеті. Член Американської Математичної Спілки. У 2000, 2006 роках Олену Михайлівну Кісельову було внесену Американським Біографічним Інститутом у довідник «Who's Who of Professional & Business Women».
У 2015 році обрана членом-кореспондентом НАН України (спеціальність «Образні інформаційні технології»).

## Основні публікації
1. On the Efficiency of a Global Non-differentiable Optimization Algorithm Based on the Method of Optimal Set Partitioning Journal of Global Optimization. — 2003. — V. 25 — P. 209—235. Stepanchuk T.
2. Киселева Е. М. Непрерывные задачи оптимального разбиения множеств: теория, алгоритмы, приложения. — Монография. К.: Наукова думка, 2005. — 564 с.
3. Киселева Е. М., Дунайчук М. С. Решение непрерывной нелинейной задачи оптимального разбиения множеств с размещением центров подмножеств для случая выпуклого функционала // Кибернетика и системный анализ. — 2008. — № 2.- С.134 –152.
4. Киселева Е. М. Алгоритм решения нелинейной непрерывной многопродуктовой задачи оптимального разбиения множеств с размещением центров подмножеств // Проблемы управления и информатики. — 2012. — № 1. — С. 40 — 53.  Строева В. А.
5. Киселева Е. М., Коряшкина Л. С. О сведении некоторых обратных задач для дифференциальных уравнений к задачам недифференцируемой оптимизации / Modelare matematica optimizare si tehnologii informationale / Materialele conferintei internationale, Chisinau, 19-23 martie, 2012. — С. 363—370.

## Нагороди і відзнаки
- 1993 р. — індивідуальний грант від Міжнародного наукового фонду Джорджа Сороса за визначні здобутки, які збагатили науку, високий фаховий рівень, вагомий внесок у підготовку науковців в галузі інформатики.
- 1998 р. — нагороджена знаком «Відмінник освіти України» за досягнення визначних успіхів у професійній та науковій підготовці студентської молоді в умовах відродження і розвитку національної освіти України.
- 2003 р. — присвоєно почесне звання «Заслужений діяч науки і техніки України» за вагомий особистий внесок у розвиток вітчизняної науки, багаторічну плідну діяльність у підготовці висококваліфікованих наукових кадрів.
- У 2008 році нагороджена почесною медаллю «За вірну службу ДНУ».
- 2012 р. — нагороджена знаком «Орден княгині Ольги» третього ступеня за вагомий особистий внесок у соціально-економічний, культурно-освітній розвиток Дніпропетровської області, значні професійні здобутки, багаторічну сумлінну працю та з нагоди 80-річчя утворення області.
- Указом Президента України № 274/2014 від 07.03.2014 р. їй була призначена державна стипендія строком на два роки як видатному діячеві освіти.
- У 2017 р. Комітет з Державних премій України присудив премію і нагрудний знак «Лауреат Державної премії України в галузі науки і техніки».